# 2009-es Firestone Indy 300
A 2009-es Firestone Indy 300 volt az utolsó verseny a 2009-es IndyCar Series szezonban. A 297 mérföldes (478 km) futamot október 10-én rendezték az 1.485 mérföldes (2.390 km) Homestead-Miami Speedway-en Florida államban, Miami-ban, Homestead-ben. A versenyt a VERSUS televízió közvetítette. A skót Dario Franchitti nyerte két riválisa, Scott Dixon és Ryan Briscoe előtt a második IndyCar bajnokságát.

## Rajtfelállás
| Rajtsor | Belső ív | Belső ív          | Külső ív | Külső ív        |
| ------- | -------- | ----------------- | -------- | --------------- |
| 1       | 10       | Dario Franchitti  | 9        | Scott Dixon     |
| 2       | 6        | Ryan Briscoe      | 20       | Ed Carpenter    |
| 3       | 40202    | Alex Lloyd        | 02       | Graham Rahal    |
| 4       | 7        | Danica Patrick    | 26       | Marco Andretti  |
| 5       | 2        | Raphael Matos     | 5        | Mario Moraes    |
| 6       | 3        | Hélio Castroneves | 43       | Tomas Scheckter |
| 7       | 18       | Justin Wilson     | 4        | Dan Wheldon     |
| 8       | 11       | Tony Kanaan       | 67       | Sarah Fisher    |
| 9       | 23       | Milka Duno        | 13       | E.J. Viso       |
| 10      | 27       | Hideki Mutoh      | 24       | Mike Conway     |
| 11      | 14       | Ryan Hunter-Reay  | 33       | Robert Doornbos |
| 12      | 98       | Jaques Lazier     |          |                 |

## Futam
| Pozíció | #     | Pilóta            | Csapat                      | Futott kör | Idő/Kiesés oka               | Rajthely | Élen töltött körök száma | Pont |
| ------- | ----- | ----------------- | --------------------------- | ---------- | ---------------------------- | -------- | ------------------------ | ---- |
| 1.      | 10    | Dario Franchitti  | Chip Ganassi Racing         | 200        | 1:28:28.3117                 | 1        | 25                       | 51   |
| 2.      | 6     | Ryan Briscoe      | Team Penske                 | 200        | +4.7888                      | 3        | 103                      | 42   |
| 3.      | 9     | Scott Dixon       | Chip Ganassi Racing         | 200        | +6.0206                      | 2        | 70                       | 35   |
| 4.      | 11    | Tony Kanaan       | Andretti Green Racing       | 199        | +1 Kör                       | 15       | 0                        | 32   |
| 5.      | 3     | Hélio Castroneves | Team Penske                 | 199        | +1 Kör                       | 11       | 2                        | 30   |
| 6.      | 27    | Hideki Mutoh      | Andretti Green Racing       | 199        | +1 Kör                       | 19       | 0                        | 28   |
| 7.      | 5     | Mario Moraes      | KV Racing Technology        | 198        | +2 Kör                       | 10       | 0                        | 26   |
| 8.      | 40202 | Alex Lloyd        | Newman/Haas/Laningan Racing | 198        | +2 Kör                       | 5        | 0                        | 24   |
| 9.      | 43    | Tomas Scheckter   | Dreyer & Reinbold Racing    | 197        | +3 Kör                       | 12       | 0                        | 22   |
| 10.     | 18    | Justin Wilson     | Dale Coyne Racing           | 197        | +3 Kör                       | 13       | 0                        | 20   |
| 11.     | 02    | Graham Rahal      | Newman/Haas/Laningan Racing | 197        | +3 Kör                       | 6        | 0                        | 19   |
| 12.     | 20    | Ed Carpenter      | Vision Racing               | 197        | +3 Kör                       | 4        | 0                        | 18   |
| 13.     | 14    | Ryan Hunter-Reay  | A.J. Foyt Enterprises       | 196        | +4 Kör                       | 21       | 0                        | 17   |
| 14.     | 2     | Raphael Matos     | Luczo-Dragon Racing         | 196        | +4 Kör                       | 9        | 0                        | 16   |
| 15.     | 24    | Mike Conway       | Dreyer & Reinbold Racing    | 195        | +5 Kör                       | 20       | 0                        | 15   |
| 16.     | 13    | E.J. Viso         | HVM Racing                  | 194        | +6 Kör                       | 18       | 0                        | 14   |
| 17.     | 23    | Milka Duno        | Dreyer & Reinbold Racing    | 194        | +6 Kör                       | 17       | 0                        | 13   |
| 18.     | 67    | Sarah Fisher      | Sarah Fisher Racing         | 187        | +13 Kör                      | 16       | 0                        | 12   |
| 19.     | 7     | Danica Patrick    | Andretti Green Racing       | 185        | +15 Kör                      | 7        | 0                        | 12   |
| 20.     | 33    | Robert Doornbos   | HVM Racing                  | 166        | Törött tükrök                | 22       | 0                        | 12   |
| 21.     | 4     | Dan Wheldon       | Panther Racing              | 150        | Baleset Patrick-el a pit-ben | 14       | 0                        | 12   |
| 22.     | 26    | Marco Andretti    | Andretti Green Racing       | 58         | Fékhiba                      | 8        | 0                        | 12   |
| 23.     | 98    | Jaques Lazier     | Team 3G                     | 23         | Üzemanyagnyomás              | 23       | 0                        | 12   |

## Bajnokság végeredménye
Pilóták bajnoki állása
| Pozíció | Pilóta            | Pont |
| ------- | ----------------- | ---- |
| 1       | Dario Franchitti  | 616  |
| 2       | Scott Dixon       | 605  |
| 3       | Ryan Briscoe      | 604  |
| 4       | Hélio Castroneves | 433  |
| 5       | Danica Patrick    | 393  |